# Bill Holm

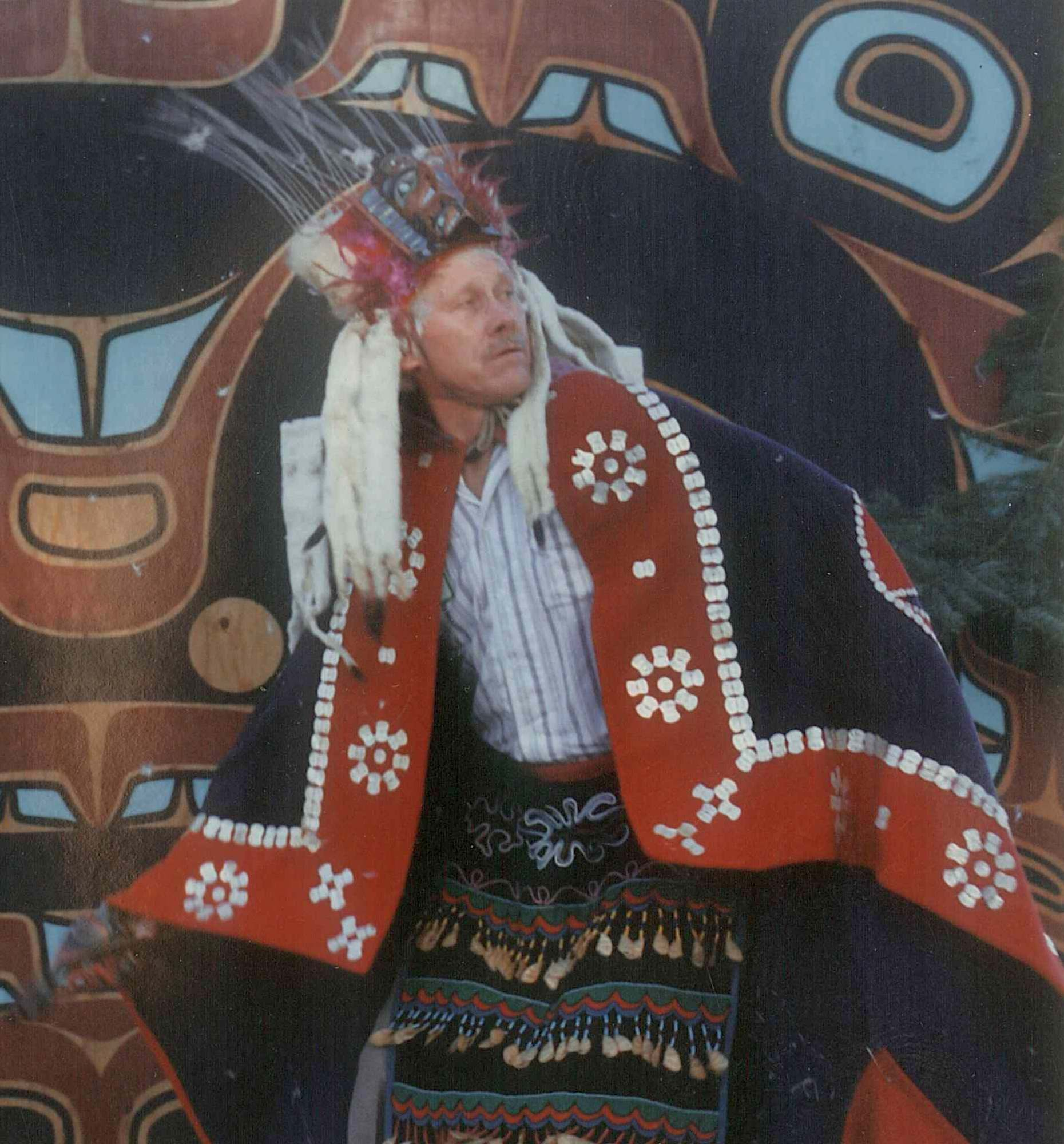
Bill Holm bei einer Präsentation des Echomaskentanzes (1987)

Bill Holm (* 24. März 1925 in Roundup, Montana; † 16. Dezember 2020) war ein US-amerikanischer Kunsthistoriker, der durch die Erforschung der Kultur der Ureinwohner der amerikanischen Nordwestküste bekannt wurde. Er galt als bester Kenner dieser Kultur seit Franz Boas.

## Werdegang
Nach Abschluss des Bachelor- (1949) und Masterstudiums (1951) der bildenden Kunst arbeitete Holm als Lehrer in Seattle. Ab 1942 befasste er sich gemeinsam mit seiner späteren Frau Marty intensiv mit der Nordwestküstenkultur. Er war Schüler von Erna Gunther, lehrte ab 1968 als Professor an der School of Art der University of Washington mit erweiterter Lehrbefähigung für Anthropologie und wurde pädagogischer Kurator des Burke Museum of Natural History and Culture. Sein mehr als 120.000-mal verkauftes Standardwerk Northwest Coast Indian Art, An Analysis of Form von 1965. Darin analysiert und typisiert er wiederkehrende Formelemente der indianischen Kunst wie z. B. das Ovoid. Er entwickelte eine präzise Beschreibungssprache mit organischen Begriffen dafür und inventarisierte sie mit Hilfe von Randlochkarten. Das Buch ist bis 2012 in der 17. Auflage erschienen. 
Selbst als bildender Künstler tätig, errichtete er mehrere Totempfähle für das Burke Museum. Er fotografierte und dokumentierte zahlreiche indianische Artefakte, organisierte Camps für Touristen, die die Kunst der Nordwestküste kennenlernen wollten, restaurierte den Film von Edward Curtis In the land of War Canoes und fügte eine Tonspur mit indianischen Gesängen hinzu. 1985 wurde er emeritiert, blieb aber weiter aktiv in der Erforschung der Nordwestküstenkultur.
Holm erhielt zahlreiche Ehrungen, u. a. den Distinguished Achievement Award des College of Arts and Sciences der University of Washington 1994 und den Honor Award der Native American Art Studies Association 1991.

## Werke
- Northwest Coast Indian Art: An Analysis of Form. University of Washington Press, Seattle 1965. Revidierte Neuausgabe 2014.
- Crooked Beak of Heaven. Index of Art in the Pacific Northwest, No. 3, University of Washington Press, Seattle 1972.
- Form and Freedom: A Dialogue on Northwest Coast Indian Art (mit Bill Reid). Institute for the Arts, Rice University, Houston 1975.
- Indian Art of the Northwest Coast: A Dialogue on Craftsmanship and Aesthetics. University of Washington Press, Seattle 1976.
- Edward S. Curtis in the Land of the War Canoes: A Pioneer Cinematographer in the Pacific Northwest (mit George I. Quimby). University of Washington Press, Seattle 1980.
- Soft Gold: The Fur Trade and Cultural Exchange on the Northwest Coast of America (mit Thomas Vaughan). Oregon Historical Society, Portland 1982.
- Smoky-Top: The Art and Times of Willie Seaweed. University of Washington Press, Seattle 1983.
- The Box of Daylight: Northwest Coast Indian Art. Seattle Art Museum und University of Washington Press, Seattle 1983.
- Spirit and Ancestor: A Century of Northwest Coast Art in the Burke Museum. University of Washington Press 1987
- Sundogs and Eagle Down: The Indian Paintings of Bill Holm, hrsg. von Stephen C. Brown and Lloyd J. Averill. University of Washington Press 2000.